# 雙線多齒海鯰
雙線多齒海鯰為輻鰭魚綱鯰形目海鯰科的其中一種，分布於印度西太平洋區，從波斯灣至澳洲昆士蘭淡水、半鹹水、海域，體長可達62公分，棲息在沿海、河口區，屬肉食性，以海膽、甲殼類、魚類等為食，可做為食用魚。

## 擴展閱讀
維基物種上的相關：雙線多齒海鯰